# 113. brigada HV
113. brigada HV-a Šibenik ustrojena je odlukom Ministra obrane Republike Hrvatske od 19. lipnja 1991. godine. Prvi zapovjednik bio je Ante Ljubičić.

## Ratni put
- Bitka za Šibenik 1991.
- Operacija Miljevci